# Geotechniek
Geotechniek is de toegepaste wetenschap die zich met bouwen op en in de grond bezighoudt. Onderwerpen zijn
- tunnels en andere ondergrondse werken
- funderingen
- grondconstructies zoals dijken
- damwanden
- grondwater rondom de bouwput

In Nederland is veel kennis aanwezig op het gebied van de geotechniek, aangezien bouwen in het westen van Nederland erg lastig is. De grond is hier te weinig draagkrachtig om gebouwen en grote constructies zonder fundering te bouwen.